# Gastrotheca monticola
Gastrotheca monticola är en groddjursart som beskrevs av Barbour och Noble 1920. Gastrotheca monticola ingår i släktet Gastrotheca och familjen Hemiphractidae. IUCN kategoriserar arten globalt som livskraftig. Inga underarter finns listade i Catalogue of Life.